# طراحی اسکاندیناوی (فروشگاه)
شرکت طراحی اسکاندیناوی (به انگلیسی: .Scandinavian Design, Inc)، یک خرده فروش مبلمان واقع در شهر نیویورک بود. این شرکت در سال ۱۹۵۵ میلادی توسط هانس لیندبلوم و همسرش سلیا، که آثار دوست خود، طراح صنعتیِ سوئدی برونو ماتسون، را تحت نام مبلمان برونو ماتسون به فروش رساند، تأسیس شد. در طول سال‌ها طرح‌های بیشتر و بیشتری اضافه شد و این فروشگاه به شرکت طراحی اسکاندیناوی تبدیل شد که نماینده بسیاری از طراحان و تولیدکنندگان از دانمارک، فنلاند و سوئد بود. طراحان اصلی که در مواقعی توسط طراحی اسکاندیناوی به نمایش گذاشته می‌شدند عبارتند از: آلوار آلتو، آرنه یاکوبسن، پوئل کیارهولم، بورگه موگنسن و هنس جی. وگنر.
این نمایشگاه ابتدا در خیابان ۵۳ شرقی در منهتن واقع بود؛ بعداً به خیابان ۵۹ شرقی منتقل شد، جایی که تا سال ۱۹۹۸ میلادی در آنجا بود، سپس به خیابان پنجم ۳۴۷ منتقل شد.
این شرکت نمایشگاه خود را در سال ۲۰۱۴ میلادی تعطیل کرد.